# Wohnhaus Am Landherrnamt 9
Das Wohnhaus Am Landherrnamt 9 befindet sich in Bremen, Stadtteil Mitte im  Schnoorviertel, Am Landherrnamt 9/11 Ecke Kolpingstraße. Es entstand 1965 nach Plänen des Architekten und Denkmalpflegers Karl Dillschneider.
Das Gebäude steht seit 1973 unter Bremer Denkmalschutz.

## Geschichte
Die ursprüngliche Bevölkerung des Schnoors bestand überwiegend aus Flussfischern und Schiffern. In der Epoche des Klassizismus und des Historismus entstanden von um 1800 bis 1890 die meisten oft kleinen Gebäude. Im weiteren Verlauf wurde es zum Arme-Leute-Viertel, das in weiten Bereichen verfiel – vor allem nach dem Zweiten Weltkrieg.
1959 wurde von der Stadt ein Ortsstatut zum Schutz der erhaltenswerten Bausubstanz beschlossen. Die Häuser wurden dokumentiert und viele seit den 1970er Jahren unter Denkmalschutz gestellt. Ab den 1960er Jahren fanden mit Unterstützung der Stadt Sanierungen, Lückenschließungen und Umbauten im Schnoor statt.
Das dreigeschossige, verputzte, zurückhaltende Wohn- und Geschäftshaus mit Satteldach und einem mittigen viergeschossigen Giebelrisalit wurde als Eckhaus 1965 gebaut. Der Fries an der Giebelseite stammt von 1820. Architekt Dillschneider engagierte sich für den Erhalt des Schnoors. Von 1964 bis 1971 war er Leiter des Landesamtes für Denkmalpflege Bremen. Direkte Nachbargebäude sind der Gasthof zum Kaiser Friedrich und das frühere Gebäude des Alten Gymnasiums.
Seit 2018 wird das sanierte Gebäude für Läden, Wohnungen, einer Galerie und Büros genutzt.